# Joseph Schooling
Joseph Isaac Schooling (sinh ngày 16 tháng 6 năm 1995) là một cựu vận động viên bơi lội người Singapore. Anh giành huy chương vàng nội dung 100 m bơi bướm tại Thế vận hội Mùa hè 2016, là chiếc huy chương vàng Olympic đầu tiên của đất nước Singapore, và là tấm huy chương vàng đầu tiên của Đông Nam Á ở môn bơi lội tại một kì thế vận hội. Thành tích 50 giây 39 của anh hiện đang là kỷ lục Olympic, kỷ lục châu Á và kỷ lục quốc gia.
Schooling tham gia Thế vận hội Mùa hè 2012 sau khi giành chiến thắng tại nội dung 200 m bơi bướm ở Đại hội Thể thao Đông Nam Á 2011. Anh sau đó theo học và luyện tập tại trường trung học Bolles School, Mỹ. Schooling tiếp tục theo học tại trường Anglo-Chinese School (Independent) ở Singapore rồi được Đại học Texas tại Austin cấp học bổng, trở thành thành viên của Đội bơi Texas Longhorns, dưới sự hướng dẫn của Huấn luyện viên đội tuyển Mỹ tại 2 kỳ Thế vận hội, Eddie Reese. Schooling cũng là người đang giữ kỷ lục Châu Á và kỷ lục quốc gia ở nội dung 50 m bơi bướm với thành tích 23 giây 25 tại Giải vô địch bơi lội thế giới 2015.